# 朱遜炓
宣寧靖莊王朱遜炓（1423年—1470年），明朝代藩第一代宣寧王，代簡王朱桂庶第七子，母次妃徐氏，明太祖之庶孙。

## 生平
正統二年（1437年），朝廷册封朱遜炓为宣寧王。
朱遜炓作恶多端，凶暴蛮横，经常与父亲朱桂穿着短衣小帽，持大棍、斧子及锤子上街，殴打平民百姓，并随意出城前往真武庙，又与军人武亮纵情玩乐，棰杀另一名军人，遭到朝廷责备。又与弟怀仁王朱逊烠离间朱桂与世孙朱仕㙻的关系，导致朱桂数次斥责朱仕㙻，听闻此事之人皆为之抱不平。明英宗为此下书斥责朱桂不能包容朱仕㙻，又责难朱遜炓与朱逊烠在节日朝觐之时不按规矩行礼，藐视朝廷、在祭祀典礼期间不行礼就取走祭品、挑拨离间，与父朱桂攻击朱仕㙻等种种恶行恶状，并责令朱遜炓洗心革面。天顺二年（1458年），朱遜炓强夺指揮史瓛之住家，导致史瓛母子无家可归，又堵住大街，盖起房屋，明英宗为此责令代王，要求他匡正朱遜炓的作为。
天順四年（1460年），朱遜炓不经朝廷批示而擅自将女儿新河县主嫁给袁宏，又以王妃杨氏未生育子嗣为由，要求朝廷册封他十岁的庶长子朱仕堁为郡王长子。但礼部认为郡王五十岁仍然没有嫡出子嗣才能册封庶子为王位继承人，而朱遜炓只有三十七岁。因此朝廷拒绝了朱遜炓的要求，朱仕堁当年则被封为镇国将军。
代王朱仕㙻向朝廷奏称大同府狭隘，要求将各郡王迁往山西其他州，朱遜炓與弟隰川王朱遜熮要求迁居蒲州，但朝廷最终还是于天順五年（1461年）将朱遜炓與弟隰川王朱遜熮遷往别城澤州，并要求镇守巡抚、大同总兵等官吏派人护送。起初，朱遜炓因为不服水土而染病，要求迁居他处，但遭到明英宗拒绝。
成化六年（1470年），朱遜炓去世，享年四十八歲，朝廷赐諡號靖莊。兩年後，嫡六子朱仕𡑤襲封宣寧王。

## 家庭

### 妻
- 杨氏，东城兵马副指挥杨郁女，正統五年（1440年）冊為宣寧王妃[12]
- 赵氏，山阴守御千户所副千户赵寯女，天順五年（1461年）冊為宣寧王繼妃[13]，生朱仕𡑤[14]

### 子
- 庶長子：鎮國將軍朱仕堁，夫人孟氏[15]
  - 第二子：輔國將軍朱成鐖，成化十三年（1477年）十月賜名[16]
    - 第一子：奉國將軍朱聰淝[4]，弘治五年（1492年）八月賜名[17]
      - 第一子：朱俊槺[4]
      - 第二子：朱俊案[4]
      - 第三子：朱俊樨[4]
      - 第四子：朱俊檶[4]
      - 第五子：朱俊梓[4]

    - 第二子：朱聰淡，弘治七年（1494年）十二月賜名[18]
    - 第三子：朱聰涾，弘治十五年（1502年）正月賜名[19]

  - 第八子：朱成鏢，弘治三年（1490年）三月賜名[20]
- 庶三子：鎮國將軍朱仕𡎻，天順三年（1459年）六月賜名[21]
  - 第二子：輔國將軍朱成鐲，成化十九年（1483年）十一月賜名[22]，嘉靖三年（1524年），明世宗賜其書樓名博觀[23]
    - 子：朱聰氾[23]
- 庶四子：鎮國將軍朱仕𡍤，天順三年（1459年）六月賜名[21]
- 庶五子：鎮國將軍朱仕埪，成化三年（1467年）四月賜名[24]
- 嫡六子：宣寧和僖王朱仕𡑤，成化三年（1467年）四月賜名[24]
- 第八子：鎮國將軍朱仕塿，成化三年（1467年）四月賜名[24]
  - 第二子：朱成鏆，成化二十三年（1487年）九月賜名[25]，弘治十二年（1499年）賜誥命冠服[26]
  - 第三子：朱成鍷，弘治四年（1491年）十一月賜名[27]
  - 第四子：朱成銶，弘治六年（1493年）五月賜名[28]
  - 嫡五子：朱成銉，弘治十四年（1501年）七月賜名[29]
  - 嫡六子：朱成鉻，弘治十四年（1501年）七月賜名[29]

### 女
- 新河縣主，儀賓袁宏[5]

### 孫
- 孫：輔國將軍朱成鍍[4]，弘治十四年（1501年）授誥命冠服[30]
  - 子：奉國將軍朱聰洎[4]
    - 子：鎮國中尉朱俊䛙，號一齋。妻司氏，封恭人[4]
- 曾孫：奉國將軍朱聰洵[4]
  - 子：鎮國中尉朱俊橪[4]
    - 子：輔國中尉朱充炆，號恆亭[4]
- 曾孫：奉國將軍朱聰海，號文山[31]
  - 嫡次子：鎮國中尉朱俊𣖨，妻梁氏，是隰川王府儀賓梁植的女兒[31]
- 五世孫：輔國中尉朱充炱，號東樓。妻李氏，封宜人[4]
  - 第一子：朱廷袁[4]
  - 第二子：朱養朴[4][32]
  - 第三子：朱廷𫭾[4]
  - 第四子：朱廷𡎤[4]